# Großer Preis von Brasilien 1995
Der Große Preis von Brasilien 1995 (offiziell XXIV Grande Prêmio do Brasil) fand am 26. März auf dem Autódromo José Carlos Pace in São Paulo statt und war das erste Rennen der Formel-1-Weltmeisterschaft 1995.

## Berichte

### Hintergrund
Zur Farce wurde der Wechsel von Nigel Mansell von Williams zu McLaren-Mercedes: Es stellte sich heraus, dass das Cockpit des neuen McLaren MP4/10 für Mansell zu klein war, sodass dieser in den ersten beiden Rennen durch den nominellen Testfahrer Mark Blundell vertreten wurde. Martin Brundle, McLaren-Stammfahrer des Jahres 1994, fuhr 1995 im Wechsel mit Aguri Suzuki für Ligier. Blundells Cockpit bei Tyrrell wiederum wurde 1995 vom Finnen Mika Salo besetzt.
Bei Benetton konnte sich 1995 Johnny Herbert im zweiten Cockpit neben Weltmeister Michael Schumacher behaupten, nachdem er bereits die letzten Saisonrennen 1994 dort bestritten hatte. Ähnlich erging es auch David Coulthard bei Williams, der dort 1994 erst Ayrton Senna ersetzt hatte, dann aber wiederum von Mansell verdrängt worden war, nun jedoch die komplette Saison bestritt. Jos Verstappen, der vor Herbert die meisten Saisonrennen 1994 im zweiten Benetton bestritten hatte, trat in dieser Saison für Simtek an.
Neben Ligier und Tyrrell wechselten auch Minardi, Footwork und Pacific jeweils einen Fahrer aus. Bei Minardi kehrte Luca Badoer zurück und ersetzte dort Michele Alboreto. Footwork ersetzte Christian Fittipaldi durch den Paydriver Taki Inoue und bei Pacific debütierte Andrea Montermini. Montermini war bereits beim Großen Preis von Spanien 1994 für Simtek gemeldet, scheiterte dort allerdings an der Qualifikation. Ebenfalls neu in der Formel 1 war Pedro Diniz, der gemeinsam mit dem letztmals 1992 in der Formel 1 gestarteten Rückkehrer Roberto Moreno das Fahrerduo bei dem neuen Team Forti bildete.
Mit Schumacher (einmal) traten ein ehemaliger Sieger zu diesem Grand Prix an.

### Training
Vor dem Rennen fanden zwei Trainingseinheiten statt: Die erste am Freitagmorgen und die zweite am Samstagmorgen.
Das erste freie Training gewann Schumacher mit einer Zeit von 1:23,607 Minuten vor Gerhard Berger und Damon Hill.
Im zweiten freien Training war dann Hill mit einer Zeit von 1:21,664 Minuten der Schnellste vor Coulthard und Schumacher.

### Qualifying
Das Qualifying fand in zwei Abschnitten statt, die jeweils beste Zeit entschied über die Startposition.
Im ersten Qualifyingsegment (Q1) war Hill mit einer Zeit von 1:20,081 Minuten, im zweiten Qualifyingsegment (Q2) Schumacher mit einer Zeit von 1:20,382 Minuten der Schnellste. Hill sicherte sich somit die Pole-Position. Für Hill war es die fünfte Pole-Position seiner Karriere.

### Warm-Up
Die Fahrer gingen am Sonntagmorgen zu einem 30-minütigen Warm-up auf die Strecke. Beide Williams-Autos behielten ihre gute Leistung aus dem Qualifying bei; Coulthard war am schnellsten, Teamkollege Hill wurde Zweiter. Schumacher komplettierte die ersten drei Plätze. Herbert und Ukyō Katayama litten unter Getriebeproblemen ihrer Rennwagen und entschieden sich daher dazu mit ihren Ersatzautos am Rennen teilzunehmen. Das Simtek-Team nahm nicht am Warm-Up teil, da beide Fahrer darauf warteten, dass stärkere Aufhängungskomponenten aus dem Vereinigten Königreich eingeflogen wurden, um sie für das Rennen in die Autos einzubauen.

### Rennen
Hill hatte einen schlechten Start von der Pole-Position aus, so dass Schumacher ihn in Kurve eins überholen konnte. Olivier Panis, der im Ligier von der zehnten Position gestartet war, drehte sich nach einem Schubser von Katayama in der ersten Kurve, prallte dabei gegen die Wand und schied aus dem Rennen aus. Herbert, der das Ersatzchassis von Benetton fuhr, fiel am Ende der ersten Runde um drei Plätze hinter Mika Häkkinen und die beiden Ferrari zurück. Blundell hatte ebenfalls einen schlechten Start und fiel auf den vierzehnten Platz zurück, nachdem sein Getriebe vom ersten in den dritten Gang wechselte, als er vom Startplatz weg beschleunigte. Am Ende der ersten Runde lautete die Rennreihenfolge Schumacher an der Spitze von Hill, Coulthard, Häkkinen, Berger, Jean Alesi, Herbert, Eddie Irvine, Katayama und Salo, wobei die beiden Tyrrell-Fahrer in der nächsten Runde die Plätze tauschten.
Zu Beginn der dritten Runde versuchte Hill, Schumacher in Kurve fünf zu überholen, doch Schumacher schloss die Tür. Hill verlor für einen Moment den Vorteil, da sein Teamkollege Coulthard neben ihm herzog, aber in Kurve sechs nicht an ihm vorbeikam, da Hill auf der Innenlinie lag. Von nun an begannen Schumacher und Hill, sich allmählich von Coulthard zu lösen, der erkannte, dass er nicht mit dem Tempo der Führenden mithalten konnte und sich auf seinen eigenen Rhythmus einließ, wenn auch einen, der immer noch deutlich schneller war als die Autos hinter ihm.
In der fünften Runde war Herbert auf den zehnten Platz zurückgefallen, unzufrieden mit dem Handling des Ersatzwagens und von Irvine, Salo und Katayama überholt worden. In Runde zehn überrundete Schumacher zum ersten Mal den Letztplatzierten Diniz. Das Vorhandensein langsamerer Autos war danach ein konstanter Faktor für die Spitzenreiter. In derselben Runde schied Frentzen aufgrund eines Stromausfalls auf Platz 12 liegend aus. Zwei Runden später gesellte sich Domenico Schiattarella zu ihm, nachdem sein Simtek-Auto ein Lenkproblem hatte. Irvine machte in Runde fünfzehn früher als erwartet einen Boxenstopp und schied aufgrund eines Problems mit dem Getriebestellantrieb aus dem Rennen aus. In derselben Runde drehte sich Katayama in der vierten Kurve, ließ dabei sein Auto stehen und schied aus dem Rennen aus. Durch die beiden Ausfälle rückte Herbert wieder auf den achten Platz vor. Alesi war der erste der führenden Fahrer, der in Runde 17 einen geplanten Boxenstopp einlegte und kam als Elfter auf die Strecke zurück. Rubens Barrichello, Irvines Teamkollege, schied eine Runde später aus und fuhr mit einem Getriebeproblem langsam an die Box. In derselben Runde schied Verstappen mit seinem Simtek-Auto wegen eines Kupplungsproblems aus.
Die Teams Benetton und Williams verwendeten unterschiedliche Boxenstoppstrategien – das Benetton-Team plante eine Drei-Stopp-Strategie, während das Williams-Team nur zwei Stopps plante. Schumacher machte in Runde 18 einen Boxenstopp, wurde jedoch beim Einfahren in die Boxengasse kurzzeitig vom langsamer werdenden Jordan-Auto von Barrichello ausgebremst. Schumacher verließ die Box hinter Berger, überholte den österreichischen Fahrer jedoch zu Beginn der nächsten Runde. Hill, der vor dem Boxenstopp des Deutschen dicht hinter Schumacher geblieben war, machte in Runde 21 seinen eigenen Stopp und verließ die Boxengasse vor Schumacher. Coulthard übernahm eine Runde lang die Führung des Rennens, bevor er an die Box ging und hinter die beiden Spitzenreiter und die noch nicht gestoppten Häkkinen und Berger zurückfiel. Häkkinen und Berger waren die letzten Fahrer der führenden Teams, die an die Box gingen. Allerdings hatten die McLaren-Mechaniker Schwierigkeiten, den Kraftstoffschlauch vom Auto des Finnen zu entfernen, als er in Runde 23 anhielt, wodurch er zehn Sekunden verlor. Mehrere andere Teams hatten Probleme mit dem Anbringen und Abnehmen der Betankungsdüsen und gelegentlich wurden kleine Kraftstoffspritzer beobachtet, was das Problem verstärkte, das McLaren vor dem Renntreffen mit der Ausrüstung hatte. Berger, der eine Strategie des späten Boxenstopps verfolgte, war der einzige Fahrer, der bis zur 24. Runde nicht angehalten hatte und war nun Dritter, während Hill, Schumacher, Coulthard, Alesi und Salo die anderen Fahrer auf den ersten sechs Plätzen waren. Salos Stopp war fehlerfrei und er gewann deutlich Zeit gegenüber den Fahrern, die vor ihm gefahren waren. Zu diesem Zeitpunkt hatte Bertrand Gachot sein Pacific-Auto abgestellt, nachdem es im fünften Gang steckengeblieben war. Berger machte seinen Stopp in Runde 27, hatte jedoch Probleme, die Boxengasse zu verlassen, nachdem ein Kommunikationsproblem zwischen ihm und seinen Mechanikern beinahe dazu geführt hätte, dass er die Boxengasse mit einer lockeren Radmutter am rechten Vorderrad verlassen hätte. Der „Lollipop“ der Grube, der dem Fahrer signalisierte, wann er fahren sollte, wurde in schneller Folge angehoben und wieder abgesenkt, sodass Berger erst dann wegfahren konnte, wenn die Radmutter ausreichend festgezogen war. Die Fehlkommunikation kostete Berger 13 Sekunden und er fiel auf den siebten Platz zurück. Alesi fiel nach den ersten Boxenstopps hinter Salo und Häkkinen zurück, Salo überholte ihn in Runde 25, und Häkkinen kam drei Runden später vorbei, als Alesi hinter dem überrundeten Montermini aufgehalten wurde.
Sobald er vor Schumacher lag, konnte Hill seinen Vorsprung bis zur 30. Runde schrittweise auf 3,4 Sekunden ausbauen, obwohl er eine höhere Kraftstoffladung mit sich herumschleppte und einen geplanten Boxenstopp weniger einlegen musste. Allerdings verlor er im Verlauf dieser Runde den zweiten Gang und drehte sich dann in Kurve zwei der 31. Runde um, so dass er das Rennen wegen eines vermuteten Getriebeschadens aufgeben musste. In derselben Runde schied auch Herbert aus dem Rennen aus, nachdem er bei einer Kollision mit Suzuki Schaden erlitten hatte, der selbst einen außerplanmäßigen Boxenstopp einlegen musste, um die beschädigte Bugspitze seines Autos zu ersetzen. Schumacher übernahm somit durch Hills Ausfall die Führung und führte mit 11,5 Sekunden Vorsprung vor Coulthard. Salo war im verbleibenden Tyrrell Dritter, 39,4 Sekunden hinter Coulthard. Häkkinen und die beiden Ferrari-Autos komplettierten die ersten sechs Plätze. Schumacher machte in Runde 37 seinen zweiten Boxenstopp und kam als Zweiter hinter Coulthard auf die Strecke zurück. Salo und Häkkinen, die beide eine viel bessere Leistung zeigten, als vor dem Rennen erwartet worden war, kämpften bis zur 39. Runde um den dritten Platz, als Salo, der unter Krämpfen litt und mit einer Hand fuhr, sich in der letzten Kurve drehte. Kurz darauf machte er einen Boxenstopp, um frische Reifen zu holen, und fiel auf den achten Platz zurück. Häkkinen, der auf den dritten Platz vorgerückt war, legte in Runde 43 seinen zweiten Stopp ein und kam hinter den beiden Ferrari-Wagen wieder raus, während Berger vor Alesi vorrückte, als dieser in der folgenden Runde seinen Stopp einlegte und als Siebter wieder zurückkam.
Coulthard legte in Runde 47 von der Spitze aus einen Boxenstopp ein, da der Abstand zwischen ihm und Schumacher nicht groß genug war, um ihm die Führung zu ermöglichen. Schumacher fuhr mit 1:30,921 Minuten die schnellste Runde des Rennens und baute seinen Vorsprung so weit aus, dass er die Führung bei seinem eigenen letzten Stopp in Runde 52 behielt. Nach seinem letzten Stopp baute Schumacher seinen Vorsprung schrittweise auf 11 Sekunden aus und gewann das Rennen nach 71 Runden, wobei Coulthard in seinem Williams Zweiter wurde. Die Ferrari-Autos von Berger – der seinen letzten Stopp in Runde 49 einlegte, ohne einen Platz zu verlieren – und Alesi lagen auf den Plätzen drei und fünf, wurden aber beide in der Schlussphase von Schumacher überrundet. Obwohl Häkkinen einen Teil seines Heckflügels verlor, nachdem sein Auto von einem Vogel getroffen wurde, trennte er beide und belegte den vierten Platz. In der Schlussphase überholten sowohl Morbidelli als auch Blundell Salo, doch der Footwork-Fahrer schied in Runde 62 mit einer verstopften Kraftstoffleitung aus. Blundell, der zuvor das Lenkrad gewechselt hatte und ohne Verwendung des dritten Gangs fuhr, holte sich somit den letzten Punkt auf dem sechsten Platz vor Salo, Suzuki und Montermini – die die Renndistanz trotz Problemen mit einem gebrochenen Boden zu Ende brachten auf seinem Chassis und erreichte das erste Rennziel des Pacific-Teams – und Diniz. Das Rennen verzeichnete eine hohe Fluktuationsrate; nur zehn der 25 Starter beendeten das Rennen. Von den anderen späten Ausfällen erlitt Karl Wendlinger in Runde 41 einen Bruch des Batteriekabels, Moreno und Luca Badoer schieden in Runde 47 aufgrund eines Dreh- bzw. Getriebeproblems aus und Inoues Auto fing in Runde 48 Feuer. Der japanische Fahrer sollte auf jeden Fall die schwarze Flagge erhalten, weil er von den Streckenposten nach einem Dreher auf der Rennstrecke einen illegalen Anschubstart erhalten hatte.
Schumacher und Coulthard wurden nach dem Rennen disqualifiziert, da die entnommenen Benzinproben nicht dem Regelwerk entsprachen. Berger wurde daraufhin zum Sieger erklärt. Benetton und Williams gingen allerdings gegen diese Entscheidung vor und erlangten einen Teilerfolg. Während Schumacher und Coulthard in einer neuen Verhandlung ihre Punkte wieder bekamen, gingen die Teams allerdings leer aus.
In der Fahrerwertung entsprach das Rennergebnis dem Gesamtklassement. In der Konstrukteurswertung übernahm Ferrari die Führung vor McLaren-Mercedes.

## Meldeliste
| Team                        | Nr. | Fahrer                 | Chassis        | Motor                 | Reifen |
| --------------------------- | --- | ---------------------- | -------------- | --------------------- | ------ |
| Mild Seven Benetton Renault | 01  | Michael Schumacher     | Benetton B195  | Renault 3.0 V10       | G      |
| Mild Seven Benetton Renault | 02  | Johnny Herbert         | Benetton B195  | Renault 3.0 V10       | G      |
| Nokia Tyrrell Yamaha        | 03  | Ukyō Katayama          | Tyrrell 023    | Yamaha 3.0 V10        | G      |
| Nokia Tyrrell Yamaha        | 04  | Mika Salo              | Tyrrell 023    | Yamaha 3.0 V10        | G      |
| Rothmans Williams Renault   | 05  | Damon Hill             | Williams FW17  | Renault 3.0 V10       | G      |
| Rothmans Williams Renault   | 06  | David Coulthard        | Williams FW17  | Renault 3.0 V10       | G      |
| Marlboro McLaren Mercedes   | 07  | Mark Blundell          | McLaren MP4/10 | Mercedes-Benz 3.0 V10 | G      |
| Marlboro McLaren Mercedes   | 08  | Mika Häkkinen          | McLaren MP4/10 | Mercedes-Benz 3.0 V10 | G      |
| Footwork Hart               | 09  | Gianni Morbidelli      | Footwork FA16  | Hart 3.0 V8           | G      |
| Footwork Hart               | 10  | Taki Inoue             | Footwork FA16  | Hart 3.0 V8           | G      |
| MTV Simtek Ford             | 11  | Domenico Schiattarella | Simtek S951    | Ford ED 3.0 V8        | G      |
| MTV Simtek Ford             | 12  | Jos Verstappen         | Simtek S951    | Ford ED 3.0 V8        | G      |
| Total Jordan Peugeot        | 14  | Rubens Barrichello     | Jordan 195     | Peugeot 3.0 V10       | G      |
| Total Jordan Peugeot        | 15  | Eddie Irvine           | Jordan 195     | Peugeot 3.0 V10       | G      |
| Pacific Grand Prix Ltd      | 16  | Bertrand Gachot        | Pacific PR02   | Ford ED 3.0 V8        | G      |
| Pacific Grand Prix Ltd      | 17  | Andrea Montermini      | Pacific PR02   | Ford ED 3.0 V8        | G      |
| Parmalat Forti Ford         | 21  | Pedro Diniz            | Forti FG01     | Ford ED 3.0 V8        | G      |
| Parmalat Forti Ford         | 22  | Roberto Moreno         | Forti FG01     | Ford ED 3.0 V8        | G      |
| Minardi Scuderia Italia     | 23  | Pierluigi Martini      | Minardi M195   | Ford EDM 3.0 V8       | G      |
| Minardi Scuderia Italia     | 24  | Luca Badoer            | Minardi M195   | Ford EDM 3.0 V8       | G      |
| Ligier Gitanes Blondes      | 25  | Aguri Suzuki           | Ligier JS41    | Mugen-Honda 3.0 V10   | G      |
| Ligier Gitanes Blondes      | 26  | Olivier Panis          | Ligier JS41    | Mugen-Honda 3.0 V10   | G      |
| Scuderia Ferrari SpA        | 27  | Jean Alesi             | Ferrari 412T2  | Ferrari 3.0 V12       | G      |
| Scuderia Ferrari SpA        | 28  | Gerhard Berger         | Ferrari 412T2  | Ferrari 3.0 V12       | G      |
| Red Bull Sauber Ford        | 29  | Karl Wendlinger        | Sauber C14     | Ford Zetec-R 3.0 V8   | G      |
| Red Bull Sauber Ford        | 30  | Heinz-Harald Frentzen  | Sauber C14     | Ford Zetec-R 3.0 V8   | G      |

## Klassifikationen

### Qualifying
| Pos. | Fahrer                 | Konstrukteur       | Q1         | Q2       | Start |
| ---- | ---------------------- | ------------------ | ---------- | -------- | ----- |
| 01   | Damon Hill             | Williams-Renault   | 1:20.081   | 1:20.429 | 01    |
| 02   | Michael Schumacher     | Benetton-Renault   | 1:22.131   | 1:20.382 | 02    |
| 03   | David Coulthard        | Williams-Renault   | 1:21.343   | 1:20.422 | 03    |
| 04   | Johnny Herbert         | Benetton-Renault   | keine Zeit | 1:20.888 | 04    |
| 05   | Gerhard Berger         | Ferrari            | 1:21.015   | 1:20.906 | 05    |
| 06   | Jean Alesi             | Ferrari            | 1:21.655   | 1:21.041 | 06    |
| 07   | Mika Häkkinen          | McLaren-Mercedes   | 1:22.017   | 1:21.399 | 07    |
| 08   | Eddie Irvine           | Jordan-Peugeot     | 1:22.370   | 1:21.749 | 08    |
| 09   | Mark Blundell          | McLaren-Mercedes   | 1:22.821   | 1:21.779 | 09    |
| 10   | Olivier Panis          | Ligier-Mugen-Honda | 1:22.208   | 1:21.914 | 10    |
| 11   | Ukyō Katayama          | Tyrrell-Yamaha     | 1:24.165   | 1:22.325 | 11    |
| 12   | Mika Salo              | Tyrrell-Yamaha     | 1:23.470   | 1:22.416 | 12    |
| 13   | Gianni Morbidelli      | Footwork-Hart      | 1:23.403   | 1:22.468 | 13    |
| 14   | Heinz-Harald Frentzen  | Sauber-Ford        | 1:24.065   | 1:22.872 | 14    |
| 15   | Aguri Suzuki           | Ligier-Mugen-Honda | 1:23.251   | 1:22.971 | 15    |
| 16   | Rubens Barrichello     | Jordan-Peugeot     | 1:23.350   | 1:22.975 | 16    |
| 17   | Pierluigi Martini      | Minardi-Ford       | 1:56.532   | 1:24.383 | 17    |
| 18   | Luca Badoer            | Minardi-Ford       | 1:24.443   | 1:25.205 | 18    |
| 19   | Karl Wendlinger        | Sauber-Ford        | 1:24.723   | 1:25.161 | 19    |
| 20   | Bertrand Gachot        | Pacific-Ford       | 1:25.819   | 1:25.127 | 20    |
| 21   | Taki Inoue             | Footwork-Hart      | 1:27.036   | 1:25.225 | 21    |
| 22   | Andrea Montermini      | Pacific-Ford       | 1:27.440   | 1:25.886 | 22    |
| 23   | Roberto Moreno         | Forti-Ford         | 1:27.204   | 1:26.269 | 23    |
| 24   | Jos Verstappen         | Simtek-Ford        | 2:01.610   | 1:27.323 | 24    |
| 25   | Pedro Diniz            | Forti-Ford         | keine Zeit | 1:27.792 | 25    |
| 26   | Domenico Schiattarella | Simtek-Ford        | keine Zeit | 1:28.106 | 26    |

### Rennen
| Pos. | Fahrer                 | Konstrukteur       | Runden | Stopps | Zeit        | Start | Schnellste Runde |
| ---- | ---------------------- | ------------------ | ------ | ------ | ----------- | ----- | ---------------- |
| 01   | Michael Schumacher     | Benetton-Renault   | 71     | 3      | 1:38:34,154 | 02    | 1:20,921 (51.)   |
| 02   | David Coulthard        | Williams-Renault   | 71     | 1      | + 11,060    | 03    | 1:21,543 (39.)   |
| 03   | Gerhard Berger         | Ferrari            | 70     | 2      | + 1 Runde   | 05    | 1:22,679 (30.)   |
| 04   | Mika Häkkinen          | McLaren-Mercedes   | 70     | 2      | + 1 Runde   | 07    | 1:22,495 (35.)   |
| 05   | Jean Alesi             | Ferrari            | 70     | 2      | + 1 Runde   | 06    | 1:23,207 (16.)   |
| 06   | Mark Blundell          | McLaren-Mercedes   | 70     | 2      | + 1 Runde   | 09    | 1:23,252 (38.)   |
| 07   | Mika Salo              | Tyrrell-Yamaha     | 69     | 2      | + 2 Runden  | 12    | 1:22,979 (25.)   |
| 08   | Aguri Suzuki           | Ligier-Mugen-Honda | 69     | 2      | + 2 Runden  | 15    | 1:23,049 (25.)   |
| 09   | Andrea Montermini      | Pacific-Ford       | 65     | 2      | + 6 Runden  | 22    | 1:27,447 (07.)   |
| 10   | Pedro Diniz            | Forti-Ford         | 64     | 0      | + 7 Runden  | 25    | 1:28,811 (49.)   |
| –    | Gianni Morbidelli      | Footwork-Hart      | 62     | 2      | DNF         | 13    | 1:22,818 (61.)   |
| –    | Taki Inoue             | Footwork-Hart      | 48     | 2      | DNF         | 21    | 1:26,470 (34.)   |
| –    | Luca Badoer            | Minardi-Ford       | 47     | 1      | DNF         | 18    | 1:26,349 (13.)   |
| –    | Roberto Moreno         | Forti-Ford         | 47     | 1      | DNF         | 23    | 1:27,829 (31.)   |
| –    | Karl Wendlinger        | Sauber-Ford        | 41     | 2      | DNF         | 19    | 1:24,387 (23.)   |
| –    | Damon Hill             | Williams-Renault   | 30     | 1      | DNF         | 01    | 1:20,982 (25.)   |
| –    | Johnny Herbert         | Benetton-Renault   | 30     | 1      | DNF         | 04    | 1:23,009 (18.)   |
| –    | Bertrand Gachot        | Pacific-Ford       | 23     | 1      | DNF         | 20    | 1:26,826 (22.)   |
| –    | Rubens Barrichello     | Jordan-Peugeot     | 16     | 0      | DNF         | 16    | 1:23,346 (13.)   |
| –    | Jos Verstappen         | Simtek-Ford        | 16     | 0      | DNF         | 24    | 1:26,017 (03.)   |
| –    | Ukyō Katayama          | Tyrrell-Yamaha     | 15     | 0      | DNF         | 11    | 1:23,718 (04.)   |
| –    | Eddie Irvine           | Jordan-Peugeot     | 15     | 0      | DNF         | 08    | 1:23,355 (11.)   |
| –    | Domenico Schiattarella | Simtek-Ford        | 12     | 0      | DNF         | 26    | 1:28,467 (09.)   |
| –    | Heinz-Harald Frentzen  | Sauber-Ford        | 10     | 0      | DNF         | 14    | 1:24,087 (10.)   |
| –    | Olivier Panis          | Ligier-Mugen-Honda | 0      | 0      | DNF         | 10    | –                |
| DNS  | Pierluigi Martini      | Minardi-Ford       | –      | –      | –           | 17    | –                |

Anmerkungen
1. ↑  Martini konnte nicht am Rennen teilnehmen, da während der Anfahrt zur Startaufstellung Getriebeprobleme auftraten.

## WM-Stände nach dem Rennen
Die ersten sechs Fahrer eines Rennens bekamen 10, 6, 4, 3, 2 und 1 Punkt(e).

### Fahrerwertung
| Pos. | Fahrer             | Konstrukteur       | Punkte |
| ---- | ------------------ | ------------------ | ------ |
| 01   | Michael Schumacher | Benetton-Renault   | 10     |
| 02   | David Coulthard    | Williams-Renault   | 6      |
| 03   | Gerhard Berger     | Ferrari            | 4      |
| 04   | Mika Häkkinen      | McLaren-Mercedes   | 3      |
| 05   | Jean Alesi         | Ferrari            | 2      |
| 06   | Mark Blundell      | McLaren-Mercedes   | 1      |
| 07   | Mika Salo          | Tyrrell-Yamaha     | 0      |
| 08   | Aguri Suzuki       | Ligier-Mugen-Honda | 0      |
| 09   | Andrea Montermini  | Pacific-Ford       | 0      |
| 10   | Pedro Diniz        | Forti-Ford         | 0      |
| –    | Gianni Morbidelli  | Footwork-Hart      | 0      |
| –    | Taki Inoue         | Footwork-Hart      | 0      |
| –    | Luca Badoer        | Minardi-Ford       | 0      |

| Pos. | Fahrer                 | Konstrukteur       | Punkte |
| ---- | ---------------------- | ------------------ | ------ |
| –    | Roberto Moreno         | Forti-Ford         | 0      |
| –    | Karl Wendlinger        | Sauber-Ford        | 0      |
| –    | Damon Hill             | Williams-Renault   | 0      |
| –    | Johnny Herbert         | Benetton-Renault   | 0      |
| –    | Bertrand Gachot        | Pacific-Ford       | 0      |
| –    | Rubens Barrichello     | Jordan-Peugeot     | 0      |
| –    | Jos Verstappen         | Simtek-Ford        | 0      |
| –    | Ukyō Katayama          | Tyrrell-Yamaha     | 0      |
| –    | Eddie Irvine           | Jordan-Peugeot     | 0      |
| –    | Domenico Schiattarella | Simtek-Ford        | 0      |
| –    | Heinz-Harald Frentzen  | Sauber-Ford        | 0      |
| –    | Olivier Panis          | Ligier-Mugen-Honda | 0      |
| –    | Pierluigi Martini      | Minardi-Ford       | 0      |

### Konstrukteurswertung
| Pos. | Konstrukteur       | Punkte |
| ---- | ------------------ | ------ |
| 01   | Ferrari            | 6      |
| 02   | McLaren-Mercedes   | 4      |
| 03   | Williams-Renault   | 0      |
| 04   | Benetton-Renault   | 0      |
| 05   | Tyrrell-Yamaha     | 0      |
| 06   | Ligier-Mugen-Honda | 0      |
| 07   | Pacific-Ford       | 0      |

| Pos. | Konstrukteur   | Punkte |
| ---- | -------------- | ------ |
| 08   | Forti-Ford     | 0      |
| –    | Footwork-Hart  | 0      |
| –    | Minardi-Ford   | 0      |
| –    | Sauber-Ford    | 0      |
| –    | Jordan-Peugeot | 0      |
| –    | Simtek-Ford    | 0      |

Anmerkungen
1. 1 2  Benetton-Renault und Williams-Renault erhielten bei diesem Rennen keine Konstrukteurspunkte (zehn bzw. sechs) wegen Verwendung nicht regelkonformen Treibstoffs.